# 黄雀记
《黄雀记》是作家苏童的长篇小说，曾荣获2015年第9届茅盾文学奖。2019年9月23日，《黄雀记》入选“新中国70年70部长篇小说典藏”。2013年，作品开始在第3期《收获》杂志刊载。

## 故事梗概
讲述了一桩20世纪80年代的“青少年强奸案”引起的命运史。纨绔子弟“柳生”强奸了一名少女，却导致普通少年“保润”替其坐牢。最终，保润杀了柳生。

## 创作
《黄雀记》深受俄国作家陀思妥耶夫斯基的《罪与罚》和《被侮辱与被损害的》的影响，主题是：罪与罚，自我救赎，绝望和希望。

## 主要人物
- 仙女。面容娇好、聪明美丽的女子。
- 柳生。纨绔子弟，强奸了被保润捆住的仙女，保润替其坐牢10年。
- 保润。性格孤僻，不善言辞。暗恋仙女，将仙女捆绑之后，仙女被柳生强奸，保润却替其坐牢10年。